# 正多边形镶嵌
正多边形镶嵌就是用正多边形铺满整塊平面。

## 正镶嵌图
全用同一种正多边形来铺满整塊平面，叫正镶嵌图。正镶嵌图有3种，也只有這3種。只有正三角形、正方形、正六邊形才能如此镶嵌。
| 36 正三角形鑲嵌 | 4 正方形鑲嵌 | 63 正六邊形鑲嵌 |

## 半正镶嵌图
用不同正多边形铺满整塊平面，但交叉点周围的正多边形种类和顺序都相同叫半正镶嵌图。半正镶嵌图有8种。
| 34.6 扭稜六邊形鑲嵌          | 3.6.3.6 截半六邊形鑲嵌      |  |
| 3.42 異扭稜正方形鑲嵌        | 32.4.3.4 扭稜正方形鑲嵌     |  |
| 3.4.6.4 小斜方截半六邊形鑲嵌 | 4.82 截角正方形鑲嵌         |  |
| 3.122 截角六邊形鑲嵌         | 4.6.12 大斜方截半六邊形鑲嵌 |  |